# Villavicencio de los Caballeros
Villavicencio de los Caballeros é um município da Espanha na província de Valladolid, comunidade autónoma de Castela e Leão, de área 36,06 km² com população de 294 habitantes (2004) e densidade populacional de 8,15 hab/km².

## Demografia
| Variação demográfica do município entre 1991 e 2004 | Variação demográfica do município entre 1991 e 2004 | Variação demográfica do município entre 1991 e 2004 | Variação demográfica do município entre 1991 e 2004 |
| --------------------------------------------------- | --------------------------------------------------- | --------------------------------------------------- | --------------------------------------------------- |
| 1991                                                | 1996                                                | 2001                                                | 2004                                                |
| 386                                                 | 359                                                 | 301                                                 | 294                                                 |